# MTA2
 Ассоциированный с метастазами белок MTA2  — белок, кодируемый у человека геном  MTA2 .
Этот ген кодирует белок, который был идентифицирован как компонент NuRD, белок нуклеосомной реконструкции деацетилазного комплекса, определённого в ядрах клеток человека. Он показывает очень широкую экспрессию матриц и сильно выражен во многих тканях. Он может быть одним из членов небольшого семейства генов, которые кодируют различные, но взаимосвязанные белки, участвующие прямо или косвенно в регуляции транскрипции. Их косвенное воздействие на регуляцию транскрипции может включать в себя ремоделирование хроматина. Он тесно связан с другим членом этого семейства, белком, который коррелирует с метастатическим потенциалом некоторых карцином. Эти два белка связаны настолько тесно, что они разделяют одни и те же типы доменов. Эти домены включают два ДНК-связывающих домена, домен димеризации и домен, обычно встречающийся в белках, которые метилируют ДНК. Один из таких белков известен как белок назначения для продукта гена p53. Деактилация р53 коррелирует с потерей ингибирования роста в трансформированных клетках, поддерживающих связь между этими членами семейства генов и метастазов.

## Взаимодействия
MTA2, как было выявлено, взаимодействует со следующими структурами: HDAC1, гистондезацетилаза 2, MTA1, CHD4, RBBP7, RBBP4, MBD3 и SATB1.